# Mühltal (Hesja)
Mühltal – gmina w Niemczech, w kraju związkowym Hesja, w rejencji Darmstadt, w powiecie Darmstadt-Dieburg.

## Miejscowości gminy Mühltal[2]
- Frankenhausen
- Nieder-Beerbach
- Nieder-Ramstadt mit In der Mordach
- Traisa
- Trautheim
- Waschenbach